# Microregione di Jaboticabal
Jaboticabal è una microregione dello Stato di San Paolo in Brasile, appartenente alla mesoregione di Ribeirão Preto.

## Comuni
Comprende 17 comuni:
- Bebedouro
- Cândido Rodrigues
- Fernando Prestes
- Guariba
- Jaboticabal
- Monte Alto
- Monte Azul Paulista
- Pirangi
- Pitangueiras
- Santa Ernestina
- Taiaçu
- Taiúva
- Taquaral
- Taquaritinga
- Terra Roxa
- Viradouro
- Vista Alegre do Alto